# 직업암
직업암(Occupational cancer)은 직업 재해로 인해 발생하는 암이다. 몇몇 암은 굴뚝 청소부의 암종(Chimney sweeps' carcinoma), 중피종 등을 포함하여 직업적 위험과 직접적으로 연관되어 있다.

## 위험 유형
화학 물질, 먼지, 방사선 및 특정 산업 공정에 대한 직업적 노출은 직업성 암과 관련이 있다. 암을 유발하는 화학 물질(발암 물질)에 노출되면 돌연변이가 발생하여 세포가 통제 불능 상태로 성장하여 암을 유발할 수 있다. 작업장의 발암 물질에는 아닐린, 크롬산염, 디니트로톨루엔, 비소 및 무기 비소 화합물, 베릴륨 및 베릴륨 화합물, 카드뮴 화합물 및 니켈 화합물과 같은 화학 물질이 포함될 수 있다. 목재 먼지, 석면, 결정 형태의 실리카, 콜타르 피치 휘발성 물질, 코크스 오븐 배출물, 디젤 배기 가스 및 환경 담배 연기를 유발할 수 있는 먼지. 햇빛, 라돈가스, 전리 방사선에 대한 산업, 의료 또는 기타 노출은 모두 직장에서 암을 유발할 수 있다. 암과 관련된 산업 공정에는 알루미늄 생산이 포함된다. 일주기 리듬을 방해할 수 있는 교대 근무도 일부 암, 특히 유방암의 위험 요소로 확인되었다.
암에 대한 다른 위험 요인은 다음과 같다.
- 연령, 성별, 인종과 같은 개인적 특성
- 암의 가족력
- 과체중 또는 비만
- 흡연, 음주 등 식습관 및 개인습관
- 화학 요법, 방사선 치료 또는 일부 면역 체계 억제 약물을 포함한 특정 의학적 상태 또는 과거의 의학적 치료
- 인간 유두종 바이러스, 엡스타인-바 바이러스, B형 간염 바이러스, C형 간염 바이러스 및 헬리코박터 파이로리를 포함한 특정 감염원(바이러스, 박테리아, 기생충)
- 환경에서 암 유발 물질에 노출(예: 햇빛, 라돈 가스, 대기 오염)

## 암의 유형
- 방광암
- 신장암
- 후두암
- 백혈병
- 간암
- 폐암
- 림프종
- 중피종
- 코곁굴
- 피부암